# 石田佳央
石田 佳央（いしだ よしひさ、1977年8月4日 - ）は日本の俳優である。千葉県野田市出身。身長184cm。アルファエージェンシー所属。

## 来歴
自営業の厳格な父のもと、男三兄弟の末っ子として育つ。小さな頃から剣道に励み、高校生の時に県大会で準優勝したこともある。駒澤大学経営学部に進学したが、中退。モデル業界に飛び込み、ショーやスチール、CMなどで活動。しかしモデル業をやめ、一から演劇を志し、北区つかこうへい劇団の研究生に。その後、蜷川幸雄のもとで演劇にどっぷりつかる。2010年頃より、映像にも活動の場を広げる。またその頃、単身中国に渡り、向こうのドラマで、強烈なキャラクターで、重要な役どころを得て活躍した。その後、多数の映画やドラマに出演している。

## 人物
子供の頃からスポーツが得意で、体育の成績だけは常にトップだった。とくにサッカーが好きで、現在も俳優の勝村政信らとともに、真剣にボールを追いかけている。また、自転車をこよなく愛し、どこへ行くにも自転車で移動している。

## 出演

### 映画
- 東京島（2010年） - チェン 役
- ひまわりと子犬の7日間（2013年） - 解体業者の男 役
- 農家の嫁　あなたに逢いたくて（2014年） - 沼田 役
- S -最後の警官- 奪還 RECOVERY OF OUR FUTURE（2015年） - 国際テロリスト 役
- 64-ロクヨン-後編（2016年） - 刑事 役
- 棒の哀しみ（2016年） - バーテンダー 役
- 空からの花火（2018年） - 浅川拓真 役
- ラプラスの魔女（2018年） - 公安刑事 役
- 検察側の罪人（2018年） - 片足の兵士 役
- おまえ次第（2018年） - SMバーのマスター清水 役
- コンプリシティ 優しい共犯（2020年） - 刑事 役
- 燃えよ剣（2021年） - 久坂玄瑞 役
- ショートムービーAfricanLights（2021年） - 藤嶋亮悟 役
- キングダム2 遥かなる大地へ（2022年） - 呉慶の副官 役
- 島守の塔（2022年） - 浦崎純 役
- 探偵マリコの生涯で一番悲惨な日（2023年）- マリコの父 役
- マッチング（2024年）田邊仁 役

### テレビドラマ
- 土曜ワイド劇場女刑事・左近山響子（2011年） - 空港の刑事 役
- 中国ドラマ「尖刀战士」（2011年） - ゼロ戦設計技師・山本次朗 役
- 中国ドラマ「战雷神」（2012年） - 陸軍大佐・麻田直樹 役
- 月曜ゴールデン警視・深町征爾2（2013年） - 警部補・中谷功 役
- WOWOW連続ドラマW私という運命について 第1話（2014年） - 山口 役
- TEAM -警視庁特別犯罪捜査本部- 最終話（2014年）和田直二 役
- NHK土曜ドラマ芙蓉の人〜富士山頂の妻 全6話（2014年） - 勝又熊吉 役
- 警視庁捜査一課9係 season9 2時間SP（2014年） - 井川博英 役
- NHKBSザ・プレミアムドキュメンタリードラマ 戦後ゼロ年（2015年） - NHKアナウンサー・藤倉 役
- NHK放送90年ドラマ経世済民の男　高橋是清（2015年） - ペルー紺野随行員 役
- 刑事7人最終話（2015年） - 居酒屋店長・小松 役
- WOWOW連続ドラマWしんがり 山一證券 最後の聖戦最終話（2015年） - TVディレクター 役
- 土曜ワイド劇場西村京太郎トラベルミステリー65（2016年） - 井村泰 役
- NHKBS時代劇立花登青春手控え 第6話（2016年） - 吟味方与力村越 役
- コック警部の晩餐会 第9話・第10話（2016年） - 近藤貫太 役
- 人形佐七捕物帳 第7話（2017年） - 介十郎 役
- 警視庁捜査一課9係 第5話（2017年） - 影山隆一 役
- CRISIS 公安機動捜査隊特捜班 第8話・第9話・第10話（2017年） - 佐藤 役
- コードネームミラージュ 第14話（2017年） - シュウ 役
- セシルのもくろみ 第7話・第8話・第9話（2017年） - 平林貴志 役
- おかしな刑事17（2018年） - 小野タケル 役
- 遺留捜査（2018年） - 香取清 役
- ドラマ24 あのコの夢を見たんです 第4話（2020年） - カメラマン 役
- ドクターホワイト 第2話（2022年1月24日、関西テレビ・フジテレビ系） - 村木健哉 役[1]
- 記憶捜査3 第1話（2022年11月4日、テレビ東京） - 綿吹清二 役
- 永遠の昨日 第7話（2022年12月2日、MBS） - 浩一の父親 役
- 相棒season21 第19話（2023年3月1日、テレビ朝日）- 男C（冠城）役
- 初恋、ざらり 第1話、第2話、第3話（2023年7月8日、7月15日、7月22日、テレビ東京） - 沢辺博史 役
- 連続テレビ小説 虎に翼 第24、25話（2024年5月2日、5月3日、NHK）- 滝田検事 役
- 25時、赤坂で Season2（2025年10月2日〈予定〉 - 、テレビ東京） - 藤岡隆史 役[2]

### 配信ドラマ
- 列島制覇−非道のうさぎ−第1話〜第4話（2021年） - 水口組幹部下田 役
- ギルガメッシュFIGHT 全5話（2022年）近添役
- 課長　島耕作のつぶやき（2024年）御木田役

### 舞台
- ロマンス（2003年）
- 熱海殺人事件〜平壌から来た女刑事〜（2004年）
- 間違いの喜劇（2006年）
- タイタス・アンドロニカス（2006年）
- タンゴ　冬の終わりに（2006年）
- 鴉よ、おれたちは弾丸をこめる（2006年）
- コリオレイナス（2007年）
- エレンディラ（2007年）
- カリギュラ（2007年）
- リア王（2008年）
- から騒ぎ（2008年）
- エドワード二世（2013年、新国立劇場） - モーティマー 役
- ショーシャンクの空に（2014年、シアタークリエ 他） - ルースター 役
- マクベス（2016年6月 - 7月、東京グローブ座） - バンクォー 役[3]
- 白蟻の巣（2017年3月、新国立劇場 / 穂の国とよはし芸術劇場） - 百島健次 役
- 怪人21面相（2017年6月、下北沢シアター711） - 蓮見雅尚 役
- アカメ（2017年12月、座・高円寺） - 芳洋 役
- D51-651（2018年6月、下北沢シアター711） - 高岡 役
- サメと泳ぐ（2018年9月、世田谷パブリックシアター 他） - レックス、ダニエル 役
- 鋼のピアノ せんがわ演劇祭〜リーディング・フェスティバル〜（2019年2月） - 陳桂林 役
- 家庭教師ヒットマンREBORN! the STAGE -vs VARIA part I-（2019年6月14日 - 23日、シアター1010 / 6月27日 - 30日、柏原市民文化会館 リビエールホール） - 山本剛 役[4]
- 三億円事件（2019年10月、下北沢シアター711 / 札幌コンカリーニョ） - 宮内晃平 役
- 東京原子核クラブ（2021年1月、下北沢本多劇場） - 谷川清彦 役[5]
- 首切り王子と愚かな女（2021年6月15日 - 7月4日、PARCO劇場 / 7月10日・11日、大阪サンケイホールブリーゼ / 7月13日、広島JMSアステールプラザ大ホール / 7月16日・17日、福岡久留米シティプラザザ・グランドホール） - 大臣ドーヤネン 役[6]
- リターン　THE RETURN（2022年5月、下北沢小劇場B1） - スティーヴ 役[7]
- THE CLUB（2023年4月、下北沢シアター711）　ローリー・ホールデン役[8]
- ひげよ、さらば（2023年9月9日 - 9月30日、PARCO劇場 / 10月4日 - 10月9日、COOL JAPAN PARK OSAKA WWホール）ナキワスレ役[9]
- 月の岬（2024年2月23日 - 3月3日、東京芸術劇場 シアターウエスト）清川悟役[10]
- 嫌われる勇気（2024年9月24日 - 29日紀伊國屋ホール）木戸修役[11]

### CM
- J-PHONE「出張サラリーマン」編
- パナソニック VIERA
- ケンタッキーフライドチキン 「夏祭り」編
- ニコン（企業広告）
- 日本アイ・ビー・エム
- SUBARU IMPREZA SPORT
- 東京海上日動あんしん生命「あるく保険」

### ラジオ
- FMシアター「わたくし、今、恋をしております」（2018年、NHK-FM） - よういち 役

### テレビ番組
- 世界の国境を歩いてみたら…（2018年 - 、BS11） - 国境ハンター
  - 第5回「シンガポール×マレーシア」『潜入！国境の町の巨大プロジェクト』
  - 第33回・34回「スペイン×モロッコ」『海峡を挟んだ両国に同じ街が!?』前編・後編
  - 第53回 「シンガポール×マレーシア」
- 理想的本箱　君だけのブックガイド（2023年7月31日、NHK　Eテレ）「宗教に悩んだ時に読む本」

　映像の帯「ガダラの豚」大生部教授役